# Баннок

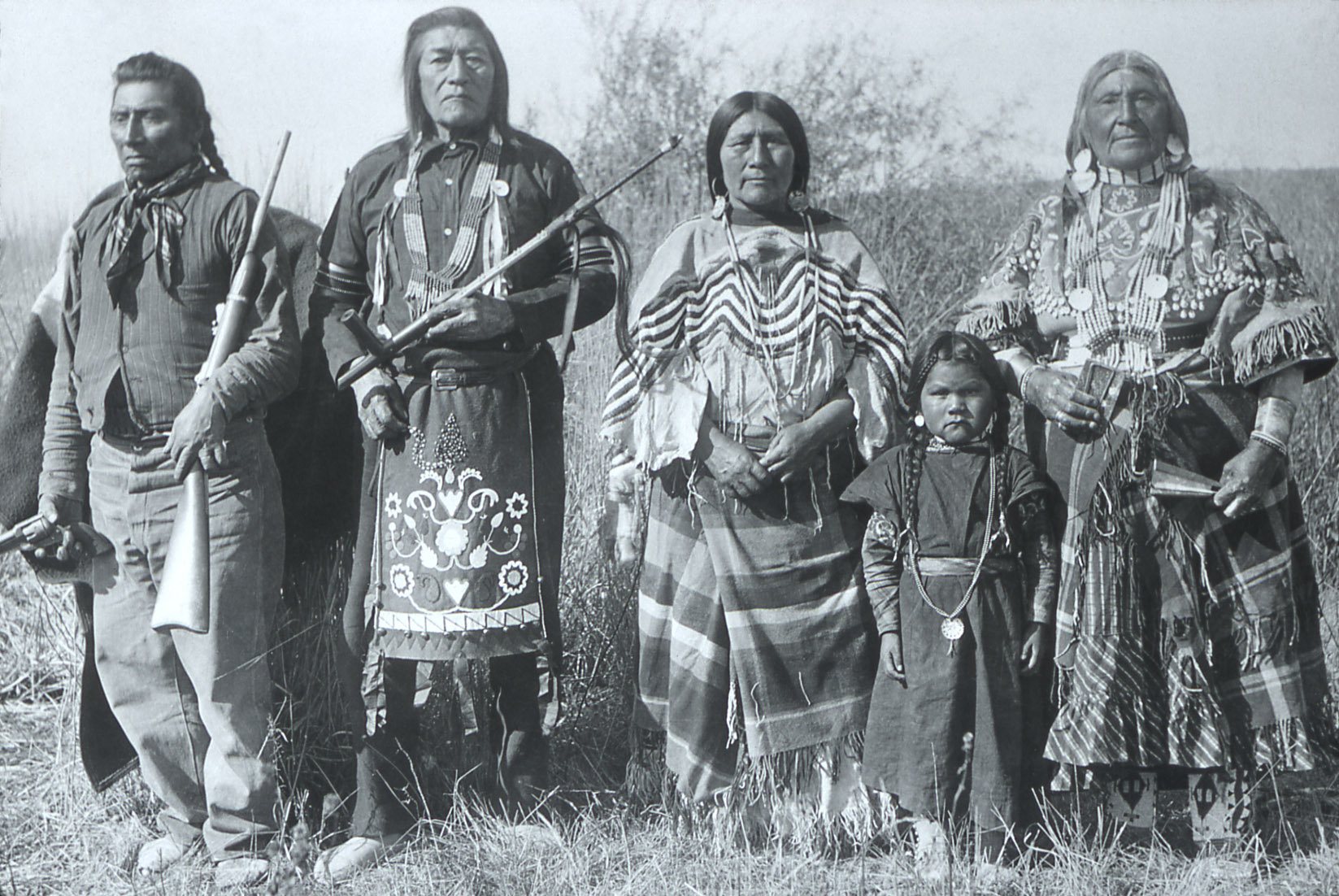
Банноки в Айдахо

Баннок (англ. Bannock) — корінне індіанське плем'я, що населяло території на півночі Великого Басейну. До їх традиційних територій відноситься північна Невада, південно-східний Орегон, південний Айдахо, і західний Вайомінг.

## Території
Мешкали на півночі Неваді, південному сході Орегону, півдні Айдахо, заході Вайомінгу. Наразі проживають в резервації Форт-Хол на південному сході Айдахо.

## Мова та культура
Банноки розмовляли північно-пайютською мовою, але їхня культура історично більше пов'язані з культурою північних шошонів, з якими вони підтримували тісні зв'язки.

## Історія

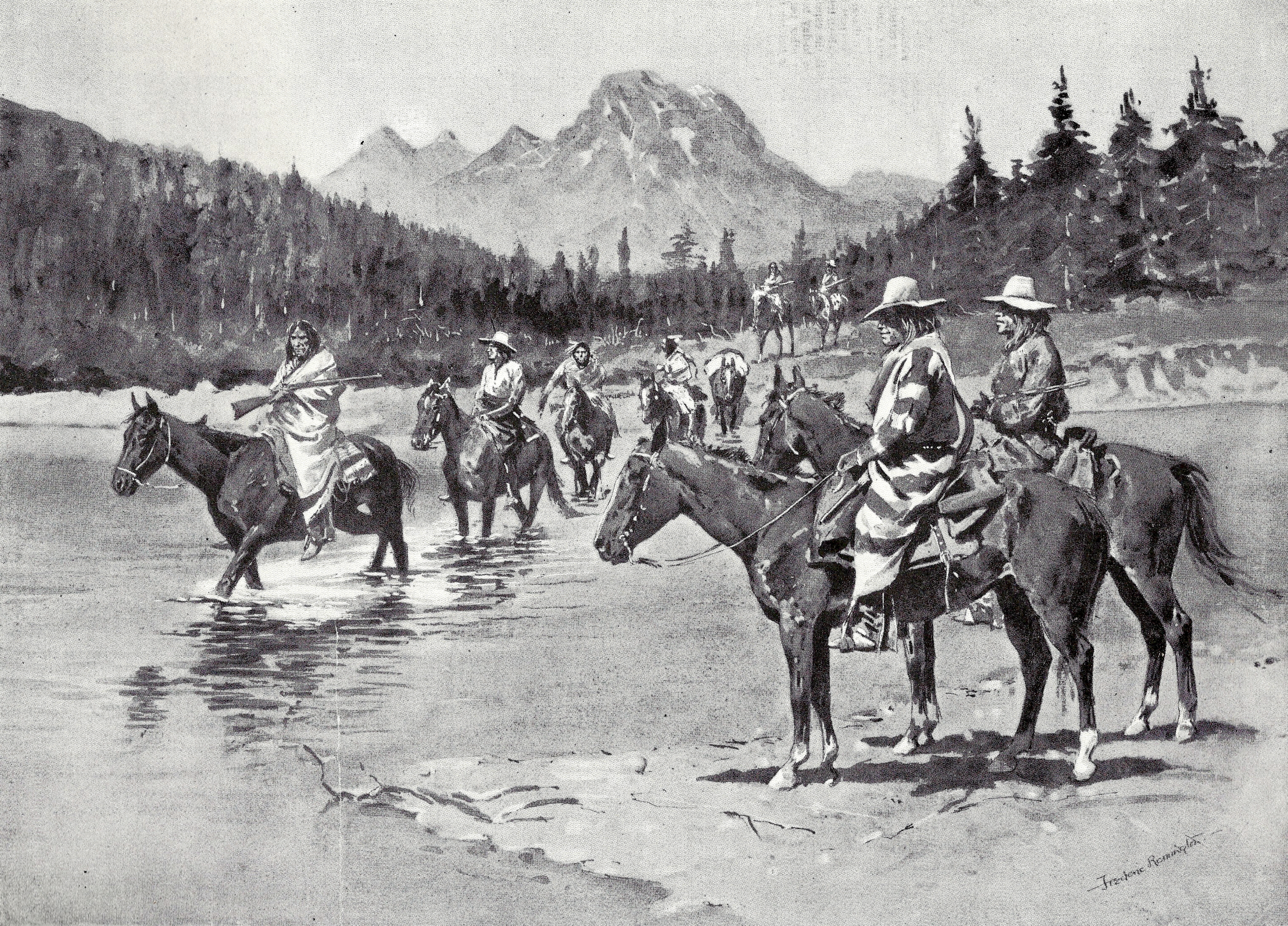
Ілюстрація Фредеріка Ремінгтона із мисливцями Баннок, які переправляються через Річку Змії під час війни в 1895

У XVIII ст. деякі групи північних банноків від шошонів засвоїли кінну культуру і відокремилися в окреме плем'я.
Майже до кінця ХІХ століття банноки полювали на бізонів, ловили лосося на річці Снейк. Зі шкіри лосося виготовляли сумки, шкури бізонів використовували як матеріал для тіпі. Робили також очеретяні плоти.
Банноки увійшли в історію США через Баннокську війну 1878 року. Після війни банноки змушені були переселитися до резервації Форт-Хол на південному сході Айдахо разом із північними шошонами. Поступово обидва племені злилися в одне — шошони-банноки.
За даними перепису 2010 року 89 осіб ідентифікували себе як банноки, з них 38 — чистокровні. Однак 5315 людей племені шошони-банноки з резервації Форт-Хол не вказали конкретно належність до племені.